# Javier Muñoz Mustafá
Javier David Muñoz Mustafá (Firmat, Santa Fe, Argentina, 11 de junio de 1980) es un exfutbolista argentino nacionalizado mexicano que jugaba en la posición de defensa central. 
Surgió del Firmat Football Club de la ciudad de Firmat; realizó pruebas en el Rosario Central, donde debutó en la Primera División de Argentina y después pasó por los equipos Tenerife, Real Valladolid, CD Leganés, Independiente, Club Santos Laguna, Atlante, Pachuca, San Luis FC y Jaguares de Chiapas.

## Trayectoria
Debuta en el año de 2001 con el Club Atlético Rosario Central donde permanece hasta el año de 2002, cuando es cedido al Club Deportivo Tenerife de España, donde juega un año. Posteriormente, militó en los equipos Real Valladolid Club de Fútbol y Club Deportivo Leganés.
En 2004 regresa a jugar a su natal Argentina, adquirido por el Club Atlético Independiente donde compartió cancha con sus compatriotas Sergio Agüero, Federico Insúa y Lucas Pusineri, entre otros, para después ser cedido al Santos Laguna, donde jugó el Apertura 2005.
Para el Clausura 2006 es adquirido por los Potros de Hierro del Atlante, donde jugó 5 Temporadas completas siendo titular indiscutible. Fue Campeón del Apertura 2007, cuando el club había sido trasladado a Cancún, Quintana Roo, siendo pieza clave en la defensa de este equipo. El único partido que se perdió ese torneo, fue contra Toluca, debido a la acumulación de tarjetas amarillas. Con los Potros también conquistó la Liga de Campeones de CONCACAF 2008-2009, aunque solo jugó la primera parte del torneo ya que fue transferido al Pachuca. 
Con los Tuzos del Pachuca obtuvo el subcampeonato del Clausura 2009 y el título de la Liga de Campeones de CONCACAF 2009-2010, luego de empatar 2-2 con Cruz Azul (Estadio Azul 2-1 y Estadio Hidalgo 1-0), siendo el gol de visitante criterio de desempate. 
Al conquistar el torneo de CONCACAF, Pachuca se clasificó a la Copa Mundial de Clubes de la FIFA 2010; Tuzos finalizó en el 5to. lugar al empatr 2-2 con Al-Wahda, pero ganar en tanda de penales 4-2.
De cara al Apertura 2012 fue cedido al Club León, equipo recién ascendido a la Primera División de México.
Para el Clausura 2013 pasó a San Luis FC. En víspera de la Temporada 2013-2014, se traslada junto a su equipo a Chiapas.
A partir de 2017 se incorpora a Firmat Football Club de la Liga Deportiva del Sur, torneo regional de Argentina, allí se retira en 2020.

## Club
| Club                 | País           | Año           |
| -------------------- | -------------- | ------------- |
| Rosario Central      | Argentina      | 2001          |
| Tenerife             | España         | 2002          |
| Real Valladolid      | España         | 2002-2003     |
| CD Leganés           | España         | 2003-2004     |
| Independiente        | Argentina      | 2004-2005     |
| Club Santos Laguna   | México         | Apertura 2005 |
| Atlante              | México         | 2006-2008     |
| Pachuca              | México         | 2009-2012     |
| Club León            | México         | Apertura 2012 |
| San Luis FC          | México         | 2013          |
| Jaguares de Chiapas  | México         | 2013-2016     |
| Firmat Football Club | Argentina      | 2017-2020     |
| cañonazo             | torneo amistad | 2022-2024     |

## Palmarés
Campeonato nacional
| Título                     | Título        | Club    | País   |
| -------------------------- | ------------- | ------- | ------ |
| Primera División de México | Apertura 2007 | Atlante | México |

Campeonatos internacionales
| Título                           | Club    | País   |
| -------------------------------- | ------- | ------ |
| Concacaf Liga Campeones 2008-09* | Atlante | México |
| Concacaf Liga Campeones 2009-10  | Pachuca | México |

* Jugó la primera vuelta del torneo.